# Leven met Louie
Leven met Louie (Engels: Life with Louie) is een Amerikaanse televisieserie die is gebaseerd op de stand-upcomedyverhalen van Louie Anderson over toen hij nog een kind was. In Nederland werd hij eerst ondertiteld, en later nagesynchroniseerd uitgezonden op Fox Kids.

## Karakters
- Louis 'Louie' Andersen: De hoofdrolspeler, hij lijdt aan overgewicht en is erg lui. Hij is verliefd op Jeannie Harper.
- Mike Grunewald and Jeannie Harper: Dit zijn de beste vrienden van Louie, op Jeannie is hij ook verliefd. Zij helpen hem altijd als hij weer in de problemen zit.
- Andrew 'Andy' Anderson: Hij is de neurotische vader van Louie, hij is een oorlogsveteraan uit de Tweede Wereldoorlog
- Ora Anderson: Louie's goedaardige moeder, ze kan erg goed koken. Ze moet Louie vaak tot rust brengen als hij weer boos is geworden.
- Tommy Anderson: Louie's jongere broertje.
- Glen Glenn: Hij pest Louie altijd.
- Henrietta Shermann: Zij is de oma van Louie. Ze is de moeder van Ora, ze sterft in een van de afleveringen.
- Pepper: de (ook te dikke) goudvis van Louie.
- Sid Anderson, John Anderson, Danny Anderson, Peter Anderson: Louie's oudere broers.
- Mr. Jensen, Earl Grunewald, Gus Williams: Louie's buren.
- Laura Anderson, Carol Anderson, Julie Anderson: Louie’s oudere zussen.

## Prijzen
De animatieserie heeft twee Daytime Emmy Awards gewonnen en drie keer won het de Humanitas Prize.
Dit is uitzonderlijk veel voor een animatieserie.

## Dvd
In Nederland is één dvd uitgebracht met drie afleveringen van Leven met Louie in de Nederlandstalige versie, door Just Entertainment. De speelduur betreft in totaal rond de zestig minuten.